# Andrew Strath
Andrew Strath (1836 i St Andrews – 1868) var en professionel golfspiller fra Skotland.
Som de fleste andre professionelle golfspillere på hans tid levede Andrew Strath ikke af at spille turneringer. Han begyndte sit arbejdsliv som lærling hos en køllemager og var til tider makker med Old Tom Morris i udfordringsmatcher. Han var kendt for den store mængde backspin han kunne få på sine jernslag.
Strath vandt The Open Championship i 1865,, og blev dermed den eneste spiller, der brød Willie Park, Sr. og de to Tom Morris'ers dominans i mesterskabets begyndelse. Han blev nr. 3 i 1860, nr. 4 i 1863, nr. 2 i 1864 og nr. 4 i 1867. I 1865 efterfulgte han Old Tom Morris som greenkeeper i Prestwick men døde af tuberkulose som 32-årig. Hans brødre, Davie og George, var også golfspillere. Davie blev anset for den bedste af de tre, men ligesom Andrew døde han som ung. George var den første pro i Royal Troon, inden han emigrerede til USA.